# Miklós Oláh
Miklós Oláh (Nicolaus Olahus en latin, en roumain: Nicolae Valahul), né le 10 janvier 1493 à Nagyszeben et décédé le 15 janvier 1568 à Pozsony ou Trnava, est un historiographe, un humaniste, un homme politique et un prélat catholique. Il fut notamment chancelier, Régent de Hongrie, archevêque d'Esztergom et prince-primat du Royaume de Hongrie.  

## Biographie
Il est le fils de István Oláh, haut fonctionnaire transylvain d'origine valaque par son père: le nom Oláh signifiant valaque en hongrois. Son oncle Máté est juge royal à Szászváros. Sa mère est Borbála Huszár (ouCsászár), dont la famille est affiliée aux Bogáthi et Gerendi, et à Jean Hunyadi, voïvode de Transylvanie, régent de Hongrie et père du célèbre Mathias, roi de Hongrie.
Il commence comme secrétaire de la reine Marie de Habsbourg. Après la défaite de Louis II il reste une quinzaine d’années au service Marie aux Pays-Bas, avant de rentrer en Hongrie au service de Ferdinand.
Conseiller royal, il est nommé Chancelier par le roi Ferdinand et évêque de Zagreb en 1543. Plus tard, en septembre 1563, il dirige le couronnement de Maximilien - roi de Bohême et futur empereur du Saint Empire - comme roi de Hongrie en tant que archevêque de Eger.
Il correspondait avec Érasme et écrit une épitaphe en grec à la mort de celui-ci.
Miklós Oláh a été le premier artisan de la Contre-Réforme en Hongrie.
Il acquiert le domaine et château de Lánzsér (hu) en 1553, toponyme que la famille ajoutera à son nom. Confirmation d'ancienne noblesse par le roi Ferdinand Ier et renouvellement d'armoiries en 1548.

## Ouvrages
On lui doit notamment :
- Hungaria et Attila
- Hungaria et Attila sive de originibus gentis regni Hungariae [...] emondato coniumctim editi.
- Genesis filiorum Regis Ferdinandi
- Ephemerides
- Brevis descriptio vitæ Benedicti Zerchsky

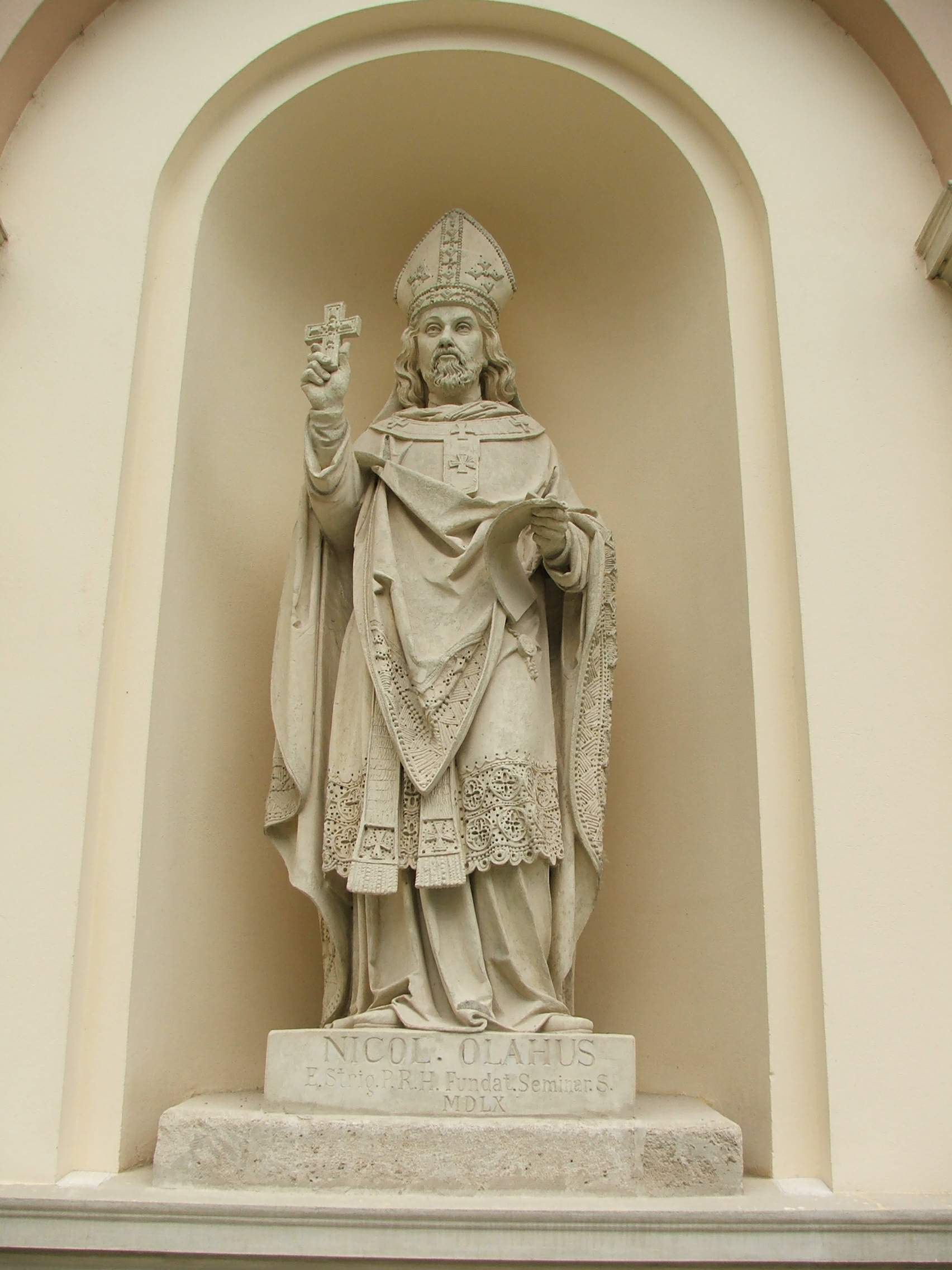
Statue sur la façade du séminaire de Esztergom.

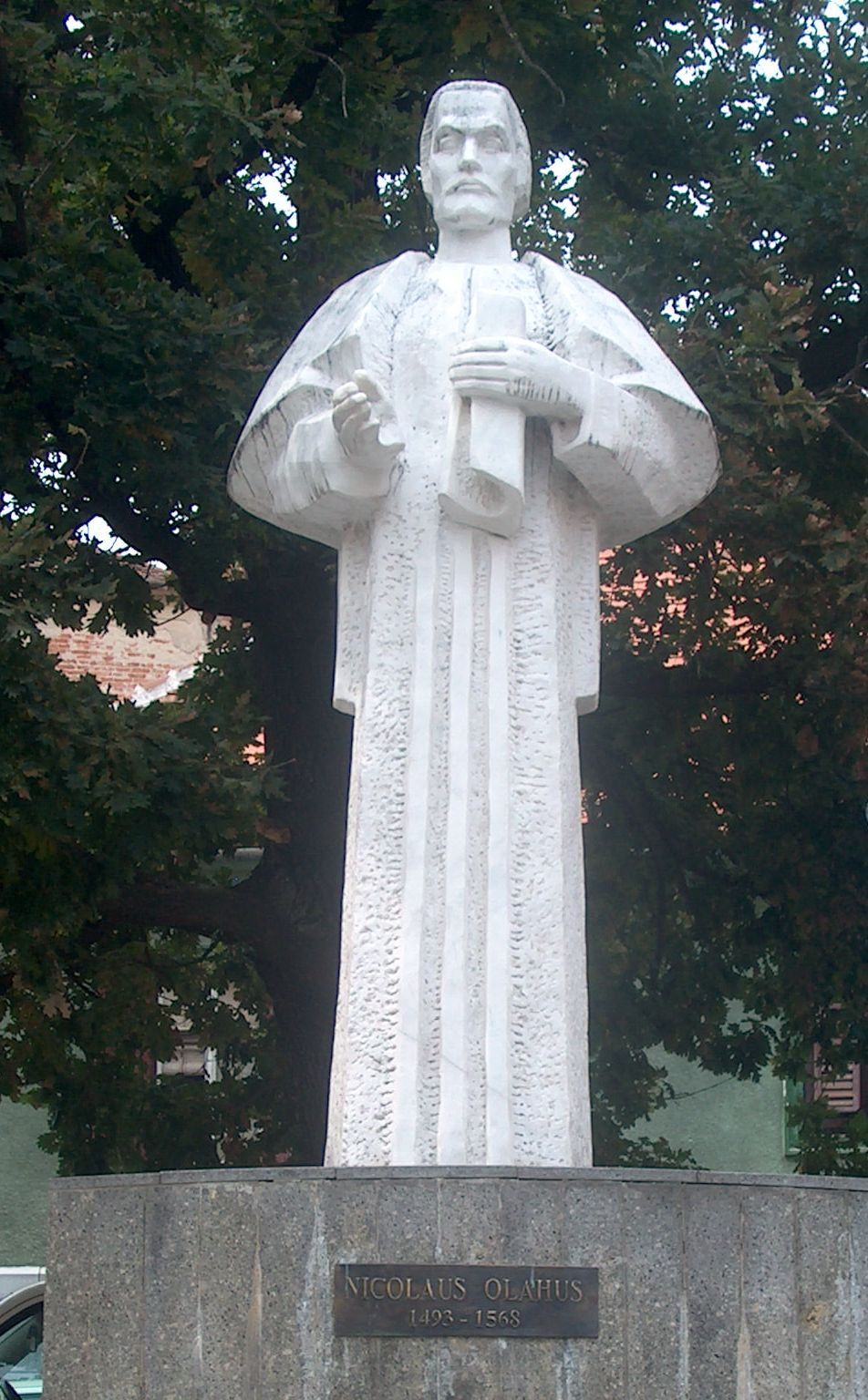
Statue de Nicolaus Olahus, devant l'église des Ursulines, à Sibiu, en Roumanie.